# Karneval in Namibia

Logo des Windhoek Karneval (WiKa)

Der Karneval in Namibia spielt eine wichtige kulturelle Rolle vor allem der Deutschnamibier. In Namibia finden über das Jahr verteilt sechs große Karnevalsveranstaltungen statt, die sich eng an den Traditionen des Kölner Karnevals und der Mainzer Fastnacht orientieren. 2011 kam nach fast 30 Jahren ein siebter Karneval in Walvis Bay hinzu.
2021 wurde erstmals der Buschka (Busch-Karneval) organisiert, bei dem Vertreter der verschiedenen Karnevalsgesellschaften gemeinsam feierten.

## Windhoek Karneval

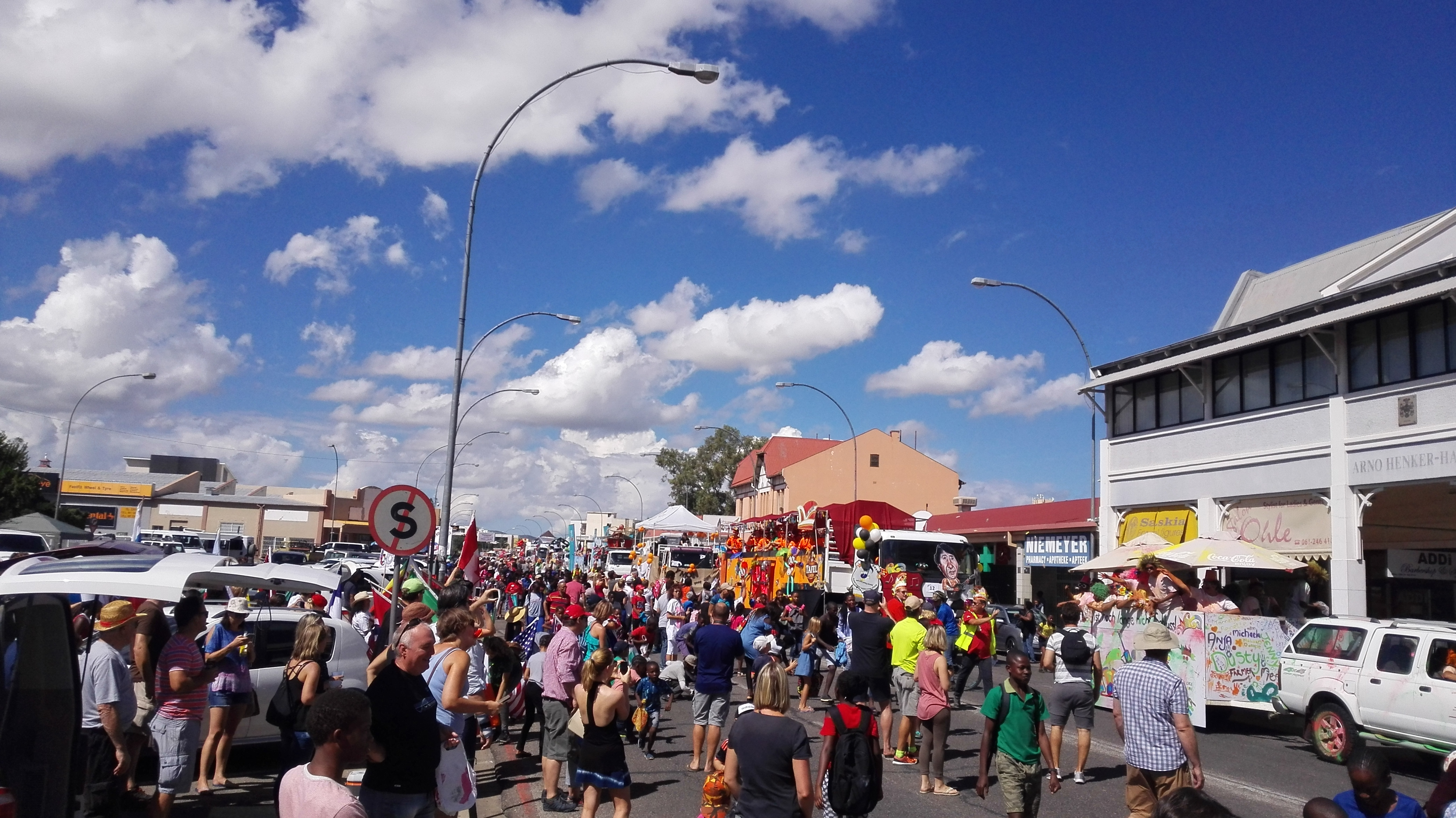
Straßenumzug beim WiKa (2018)

Der größte Karneval Namibias, der „Windhoek Karneval (WiKa)“ findet alljährlich im März bzw. April in der Hauptstadt Windhoek statt. Erstmals wurden alle Festivitäten 2008 auf einen Zeitraum von einem Monat ausgedehnt, seit Mitte der 2010er Jahre finden sie wieder innerhalb von zwei Wochen statt. Der Karneval besteht seit 1952 und wird von der „Karnevalsgesellschaft Windhoek 1952“ organisiert und vom Sportklub Windhoek veranstaltet. Vorsitzender der Gesellschaft ist (Stand März 2016) Holger Sircoulomb, Präsident Holger Mentzel.
Die Karnevalsgesellschaft betreibt zudem das WiKa Museum, ein Karnevalsmuseum in Windhoek. Sie erhielt 2002 den Orden des C.V. Ulk Erbach.

### Festprogramm
Das zweiwöchige (bis 2015 vierwöchige) Festprogramm des WiKa findet von Ende März bis Anfang April an zahlreichen Plätzen Windhoeks statt. Es beginnt traditionell mit dem Biwak, gefolgt vom Prinzenball Anfang April und dem großen Karnevalsumzug vom Bahnhof Windhoek über die Independence Avenue bis hin zum Sportgelände des SK Windhoek. Am gleichen Tag wie der Umzug wird ein Frühschoppen veranstaltet. An den folgenden Tagen stehen traditionell der Kinderkarneval, Damenabend und Herrenabend auf dem Programm, gefolgt vom Kostümball und dem Jugendkarneval. Zum Abschluss des Windhoek Karneval werden an zwei Tagen internationale Abende angeboten, die vor allem bei nicht deutschsprachigen Namibiern beliebt sind, gefolgt vom und deutschen Büttenabend (Prunksitzung). Kehraus und ein Heringsessen bilden den endgültigen Abschluss eines jeden Wika.

### Geschichte
Die Ursprünge des namibischen Karnevals liegen in der Stadt Outjo. Die Auswanderer Fritz Kaufmann und Finko Finkeldey (* 18. Februar 1922; † 6. Juli 2014) brachten ihre Erfahrungen von der „1. Friedberger Karnevals-Gesellschaft 1904“ mit nach Namibia. Sie organisierten im Zentralhotel in Outjo 1952 den ersten namibischen Karneval.
1953 zog es die beiden Karneval-Aktivisten nach Windhoek und sie brachten den Karneval mit Unterstützung des Ehepaars Roll zum SK Windhoek. Schon der erste Karneval in Windhoek am 1. Mai 1953 wurde mit einem Prinzenpaar, Elferrat und Prinzengarde und aufwendigem Karnevalsumzug begangen. Hinzu kam ein Maskenball, der schon damals mehr als 1000 Gäste anlockte.

## Swakopmund Karneval
Der „Swakopmunder Karneval“ oder auch Küstenkarneval (daher die Abkürzung „KüsKa“) ist einer der größeren Karnevals im Land. Dieser findet jährlich im Juni im Küstenort Swakopmund über eine Woche statt. Er wurde 2018 zum 33. Mal organisiert.

## Tsumeb Karneval
Der „Tsumeb Karneval (TsumKa)“ findet jedes Jahr an zwei bis drei Tagen Ende Juli/Anfang August in Tsumeb statt.

## Lüderitz Karneval
Der „LüKa“ (Lüderitz Karneval) findet über zwei bis drei Tage im September jeden Jahres in Lüderitz statt.

## Otjiwarongo Karneval
Der Karneval in Otjiwarongo („OtjiKa“) ist der Karneval in Otjiwarongo. Er findet jedes Jahr über einige Tage im Juli statt und wird von der Karnevals Gesellschaft Frohsinn und Humor Otjiwarongo organisiert.

## Osten-Karneval
Der „Osten-Karneval (OsKa)“ ist der kleinste, aber nach dem WiKa beliebteste Karneval. Er findet alle zwei Jahre im kleinen Ort Witvlei im Osten des Landes statt. 2018 wurde dieser zum 16. Mal veranstaltet.

## Walvis Bay Karneval
Der Karneval in der Küstenstadt Walvis Bay, auch „WaKa“ genannt, fand 2011 nach 30-jähriger Pause wieder statt. Letztmals wurde der Karneval 1982 von dem jetzt wieder geschaffenen Walfisch-Karnevalsverein organisiert. Er wird seitdem wieder jährlich Mitte März ausgetragen.